# قيفة

قيفة ويقال لها أيضا قائفة: إحدى قبائل مراد في محافظة البيضاء اليمنية، يحد مناطق قبائل قيفة من الشمال قبائل الحداء وبني ظبيان الطيال، ومن الجنوب قبائل العرش ومدينة رداع، ومن الغرب عنس ومن الشرق السوادية.

## النسب
- قائفة/ قيفة وهو عامر بن مفرج بن ناجية بن مراد بن مذحج، وهو قول ابن الكلبي.[3]

أما محمد بن أحمد الحجري فنسب بعضهم إلى أبي لهب، وقال:«أما قبائل قيفة، فمنهم: آل مصعب بن أحمد، وآل نهبل بن أحمد، وآل ربيع بن أحمد، وآل أسلم بن أحمد، وهؤلاء ينتسبون الى أبي لهب بن عبد المطلب بن هاشم كما في مشجر أبي علامة». ونسب عظمها إلى مراد، وقال: «ومن قبائل قيفة غير القرشية: أهل صرار في جشم صرار، والحمّة ونوفان والعشاش، ثم العصًيرة أهل عصرة، ثم آل سواد يسكنون السوادية في المعلا والخوعة ودماج وذاهبة، ثم آل طاهر في الطاهرية ومنهم السلاطين بنو طاهر بن معوضة بن تاج الدين ملوك اليمن بعد بني رسول، ثم الملاجم آل غشّام وآل عفّار والرشدة وآل منصور ثم بنو وهب آل منصور وآل هادي ثم آل عوض الجريبات وآل عوض ردمان وآل عوض الأغوال، ثم آل مستنير في قانية وما إليها، ثم المجانحة في عمد  وهي عزلة فيها ثماني قرى. وقبائل قيفة أكثرهم بدو وفيهم كرم وشجاعة، ومعهم غيرهم في ردمان من قبائل مراد».

## أقسامها
تنقسم قبيلة قيفة إلى ثلاثة أقسام كالتالي:
1. قبيلة آل ولد ربيع (قيفة العليا)
2. قبيلة آل محن يزيد (قيفة العليا)
3. قبيلة آل غنيم (قيفة السفلى)